# Драфт НБА 1957
Драфт НБА 1957 року відбувся 17 квітня. 8 команд Національної баскетбольної асоціації (НБА) по черзі вибирали найкращих випускників коледжів. Перед драфтом Форт-Вейн Пістонс і Рочестер Роялз переїхали до Детройта і Цинциннаті й стали називатися відповідно Детройт Пістонс і Цинциннаті Роялз. В кожному з раундів команди могли вибирати гравців у зворотньому порядку до свого співвідношення перемог до поразок у сезоні 1956–1957. Драфт складався з 14-ти раундів, на яких вибирали 83 гравців.

## Нотатки щодо виборів на драфті і кар'єр деяких гравців
Цинциннаті Роялз під першим номером вибрали Рода Гандлі з Університету Західної Вірджинії. Проте, Роялз одразу ж обміняли його драфтові права в Міннеаполіс Лейкерс. Восьмий номер драфту, Сем Джонс з Центрального університету Північної Кароліни, введений до Зали слави. Вуді Солдсберрі, якого вибрали у восьмому раунді під 60-м загальним номером, у своєму першому сезоні виграв звання новачка року. Він став баскетболістом з найвищим номером на драфті, який вигравав звання новачка року. Сірак'юс Нешиналз у дев'ятому раунді вибрали Джима Брауна з Сірак'юського університету, але він вибрав професійну кар'єру в американському футболі й зрештою провів успішних дев'ять сезонів у Національній футбольній лізі (НФЛ). Його згодом ввели в Залу слави професійного американського футболу і вважають одним із найвидатніших гравців у американський футбол усіх часів.

## Драфт
| Поз.    | G        | F       | C         |
| Позиція | Захисник | Форвард | Центровий |

| ^ | Позначає гравців, обраних у Баскетбольну залу слави Нейсміта                     |
| + | Позначає гравців, які взяли участь принаймні в одній грі матчу всіх зірок НБА    |
| # | Позначає гравців, які жодного разу не грали в регулярному сезоні НБА або плей-оф |

| Раунд | Вибір | Гравець          | Позиція | Громадянство | Команда НБА                                  | Колледж           |
| ----- | ----- | ---------------- | ------- | ------------ | -------------------------------------------- | ----------------- |
| 1     | 1     | Род Гандлі+      | G       | США          | Цинциннаті Роялз (проданий у Міннеаполіс)[a] | Вест Вірджинія    |
| 1     | 2     | Чарлі Тайра      | F/C     | США          | Детройт Пістонс (проданий у Нью-Йорк)[b]     | Луїсвілл          |
| 1     | 3     | Джим Кребс       | C       | США          | Міннеаполіс Лейкерс                          | СМУ               |
| 1     | 4     | Він Вілфонг      | G       | США          | Сент-Луїс Гокс                               | Мемфіс Стейт      |
| 1     | 5     | Брендан Маккенн  | G       | США          | Нью-Йорк Нікс                                | Сейнт-Бонавенче   |
| 1     | 6     | Ленні Роузенблут | F       | США          | Філадельфія Ворріорз                         | Північна Кароліна |
| 1     | 7     | Джордж Бон Салль | F       | США          | Сірак'юс Нешиналз                            | Іллінойс          |
| 1     | 8     | Сем Джонс^       | G/F     | США          | Бостон Селтікс                               | ЦУПК              |
| 2     | 9     | Дік Дакетт       | G       | США          | Цинциннаті Роялз                             | Сент Джонс        |
| 2     | 10    | Боб Маккой#      | F       | США          | Детройт Пістонс                              | Гремблінг         |
| 2     | 11    | Гарв Шмідт#      | F       | США          | Міннеаполіс Лейкерс                          | Іллінойс          |
| 2     | 12    | Джим Палмер      | F/C     | США          | Сент-Луїс Гокс                               | Дейтон            |
| 2     | 13    | Ларрі Френд      | G/F     | США          | Нью-Йорк Нікс                                | Каліфорнія        |
| 2     | 14    | Джек Салліван#   | F       | США          | Філадельфія Ворріорз                         | Маунт Сент Мері'с |
| 2     | 15    | Джим Морган#     | G       | США          | Сірак'юс Нешиналз                            | Луїсвілл          |
| 2     | 16    | Дік О'Ніл#       | F       | США          | Бостон Селтікс                               | ТКЮ               |

## Інші вибори
Цих гравців на драфті НБА 1985 вибрали після другого раунду, але вони зіграли в НБА принаймні одну гру.
| Раунд | Вибір | Гравець          | Позиція | Громадянство | Команда НБА          | Колледж         |
| ----- | ----- | ---------------- | ------- | ------------ | -------------------- | --------------- |
| 3     | 17    | Джеррі Полсон    | G       | США          | Цинциннаті Роялз     | Манхеттен       |
| 3     | 18    | Білл Еббен       | G       | США          | Детройт Пістонс      | Детройт         |
| 4     | 27    | Джордж Браун     | F       | США          | Міннеаполіс Лейкерс  | Вейн Стейт      |
| 4     | 30    | Рей Радзішевскі  | F       | США          | Філадельфія Ворріорз | Сейнт Джозефс   |
| 6     | 48    | Морі Кінг        | G       | США          | Бостон Селтікс       | Канзас          |
| 8     | 57    | Даг Болсторфф    | G       | США          | Детройт Пістонс      | Міннесота       |
| 8     | 60    | Вуді Солдсберрі+ | F/C     | США          | Філадельфія Ворріорз | Південний Техас |
| 9     | 67    | Стів Гамільтон   | F/C     | США          | Філадельфія Ворріорз | Моргід Стейт    |

## Trades
- a  У день драфту Міннеаполіс Лейкерс придбав драфтові права на перший номер вибору Рода Гандлі, а також Боба Берроу, Еда Флемінга, Дона Мейнеке і Арта Споулстру від Цинциннаті Роялз в обмін на Клайда Лавллетта і Джима Пекссона.[3]
- b  Перед драфтом Нью-Йорк Нікс придбав право вибору Детройт Пістонс в першому раунді, яке він використав, щоб вибрати Чарлі Тайру, а також Мела Гатчінса від Пістонс в обмін на Діка Ату, Натаніела Кліфтона і Гарі Галлатіна.[8][9]